# Хорсфилд, Томас
Томас Хорсфилд (также Горсфильд англ. Thomas Horsfield; 12 мая 1773, Филадельфия — 14 июля 1859, Лондон) — британский врач, зоолог и ботаник.

## Биография
Томас Хорсфилд родился в 1773 году в Филадельфии в американском штате Пенсильвания и изучал там медицину. Он работал много лет врачом на острове Ява. Британская Ост-Индская компания приняла контроль над этим островом у Нидерландов, и Хорсфилд начал собирать по поручению своего друга сэра Томаса Стэмфорда Раффлза животных и растения. Из-за болезни он вынужден был покинуть Яву в 1819 году и стал смотрителем, затем куратором музея Ост-Индской компании в Лондоне.
В 1826 году Хорсфилд исполнял обязанности директора Зоологического общества Лондона.
Следующие животные носят в своём научном названии имя Хорсфилда: среднеазиатская черепаха (Testudo horsfieldii), индонезийская летяга (Iomys horsfieldii), коротконосый крылан Хорсфилда (Cynopterus horsfieldi) и малабарская синяя птица (Myophonus horsfieldii).

## Труды
- An experimental dissertation on the Rhus vernix, Rhus radicans and Rhus glabrum, commonly known in Pennsylvania by the names of poison-ash, poison-vine and common sumach. Cist, Philadelphia 1798.
- Impressions of dried plants from Java. 1812.
- Systematic arrangement and description of birds from the island of Java. 1820.
- The History and antiquities of Lewes and its vicinity. Baxter, Lewes 1824.
- Zoological Researches in Java and the Neighbouring Island. Kingsbury, Parbury & Allen, London 1824.
- A descriptive catalogue of the lepidopterous insects contained in the Museum of the Honourable East India Company. Parbury & Allen, London 1828/29.
- The history, antiquities and topography of the county of Sussex. Baxter, Lewes 1835.
- Plantae javanicae rariores, descriptae iconibusque illustratae, quas in insula Java, annis 1802—1818. Allen, London 1838-52.
- Essay on the cultivation and manufacture of tea in Java. Cox & sons, London 1841.
- A catalogue of the lepidopterous insects in the Museum of the Hon. East-India Company. Allen, London 1857-59.